# Schlegel-Scharpenseel-Brauerei

Warenzeichen der Schlegel-Scharpenseel-Brauerei

Die Schlegel-Scharpenseel-Brauerei war eine Brauerei in Bochum, die 1918 aus der Fusion der Schlegel- und der Scharpenseel-Brauerei entstand.

## Geschichte

### Gründung der Scharpenseel-Brauerei
Die Bierbrauerei Scharpenseel entstand in den 1870er Jahren durch die Zusammenlegung der Brauereien der beiden Brüder Moritz (1829–1888) und Heinrich Scharpenseel (1836–1903). Beide entstammen einer Alt-Bochumer Familie, deren Hof in Bochum-Dahlhausen bereits 1486 im Schatzbuch der Grafschaft Mark eingetragen war. Moritz Scharpenseel hatte in den 1850er Jahren eine Brauerei an der Trankgasse 3 in der Bochumer Innenstadt gegründet und eröffnete am 6. Mai 1854 die „Bayrische Bierhalle Moritz Scharpenseel“. Sein Bruder Heinrich hatte seine Brauerei Anfang Januar 1853 am Hellweg 1 gegründet. In beiden Brauereien wurde nicht das bis dahin übliche obergärige Bier gebraut, sondern bayrische Brautechnik eingesetzt. Nach der Zusammenlegung beider Brauereien nutzte man gemeinsam die neugebauten Räumlichkeiten an der Trankgasse 3 und feierte dort am 15. Januar 1870 die Eröffnung der Dampf-Bierbrauerei. 
Direktor der Brauerei wurde Heinrich Scharpenseel. Im Jahr 1900 war die Scharpenseel-Brauerei die drittgrößte Bochumer Brauerei mit einer Bierproduktion von 75.000 hl; drei Jahre später wurde die Scharpenseel-Brauerei in eine Aktiengesellschaft umgewandelt.

### Gründung der Schlegel-Brauerei

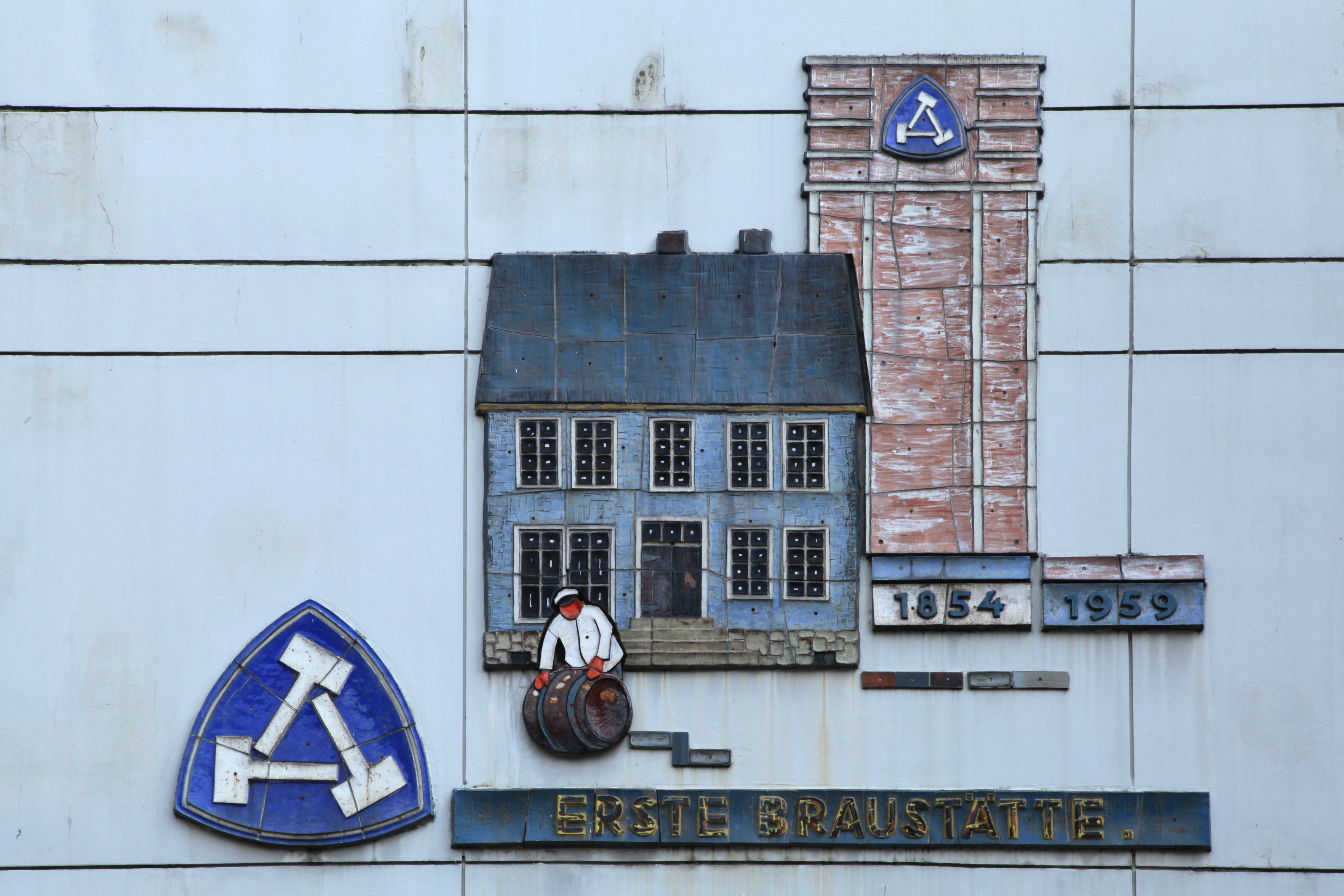
Erinnerung an die erste Braustätte

Die Bierbrauerei Schlegel wurde am 1. Mai 1854 vom fränkischen Brauermeister Johann Joachim Schlegel an der Alleestraße gegründet. Der Brauereigründer war zuvor als Braumeister im Haus Overdyck tätig. Im Jahre 1899 wurde das Unternehmen unter Führung der Brüder Wilhelm und Hermann Schlegel in eine Aktiengesellschaft umgewandelt. Den Vorstand übernahm Wilhelm Schlegel, den Vorsitz des Aufsichtsrats Generaldirektor Gustav Frielinghaus. Im Jahr 1900 war die Schlegel-Brauerei mit einer Bierproduktion von 78.540 hl die zweitgrößte Bochumer Brauerei nach der Viktoria-Brauerei (101.647 hl). Nach dem Tod von Wilhelm Schlegel am 31. Juli 1903 übernahmen ab 1. August 1908 das Vorstandsmitglied Hans Harrer sowie der Braumeister und spätere technische Direktor Karl Jung die alleinige Leitung.
Seit März 2014 wird die Brauerei in der Route der Industriekultur, Themenroute Bochum aufgelistet.

### Fusion

Aktie über 200 RM der Schlegel-Scharpenseel-Brauerei AG vom Januar 1938

Die Hauptversammlungen der Schlegel-Brauerei AG und der Scharpenseel-Brauerei AG beschlossen 1918 die Fusion der Brauereien zur Schlegel-Scharpenseel-Brauerei AG mit einem Aktienkapital von 3,6 Millionen Mark. Diese wurde am 5. September 1918 in das Handelsregister eingetragen. Gemeinsame Biermarke der fusionierten Brauereien wurde „Schlegel“ und das Schlegel-Firmenlogo – die drei aneinander stoßenden Küferhämmer – wurde als gemeinsames Markenzeichen fortgeführt. Die Söhne von Moritz Scharpenseel, Ludwig und Adolf Scharpenseel, traten in den Aufsichtsrat des durch die Verschmelzung vergrößerten Unternehmens ein. 

### Übernahmen und steigende Produktion

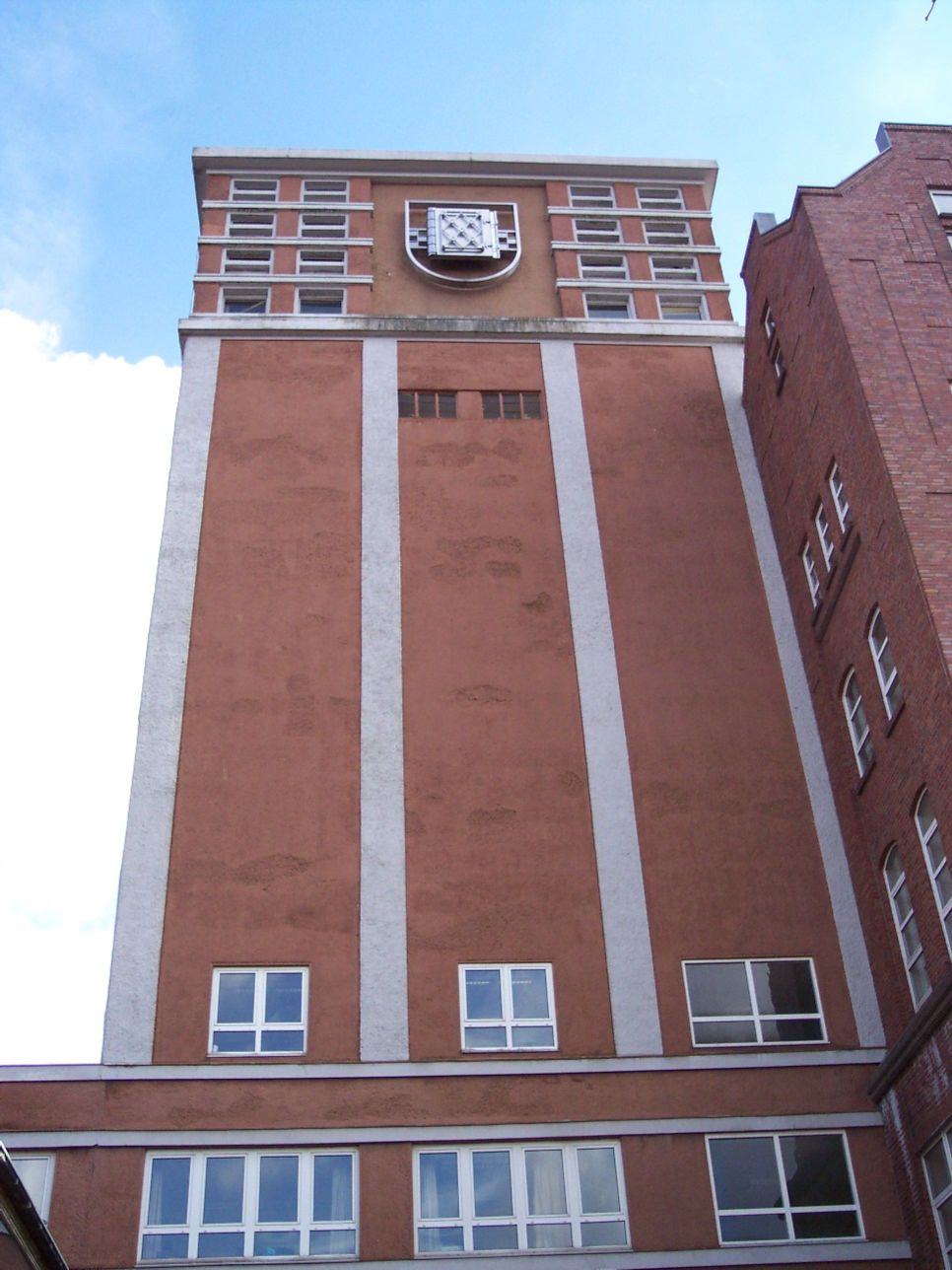
Malzsilo der Brauerei in Bochum

Die Schlegel-Scharpenseel-Brauerei AG übernahm im folgenden Jahrzehnt die Recklinghauser Aktien-Brauerei vormals Pott & Göbel in Recklinghausen, ferner die Braurechte der Ruhrtal-Brauerei Brinkmann in Herbede, der Hohenstein-Brauerei GmbH in Werden sowie eine Malzfabrik in Giersleben (im heutigen Sachsen-Anhalt). 1927 und 1928 wurden durch Verschmelzung zunächst das Vereinigte Bürgerliche Brauhaus in Herne und 1928 die Victoria-Brauerei AG in Bochum übernommen. Schließlich kam noch die Bochumer Brauerei Arnold Fiege hinzu. Die größte Braustätte der Schlegel-Scharpenseel-Brauerei AG befand sich aber auch Anfang der 1930er Jahre noch in Bochum, wo täglich ein Bierversand von über 2000 Hektolitern in Fässern bewältigt wurde und wo sich u. a. das Bierlaboratorium und eine moderne Hefe-Reinzucht befanden. Im Jahre 1926 wurde das „Deutsch Schlegel Pilsner“ auf der GeSoLei in Düsseldorf mit einer Großen Goldenen Medaille ausgezeichnet. In der ehemaligen Viktoria-Brauerei zwischen Castroper Straße und Blumenstraße wurde ab 1933 Schlör Apfelsaft hergestellt. 
1927 wurde das Malzsilo der Brauerei mit 58 Metern Höhe, der sog. „Schlegelturm“, von dem Bochumer Architekten Heinrich Schmiedeknecht errichtet. Am Turmkopf war knapp 50 Jahre lang das Firmenzeichen der Brauerei angebracht. Nach der Übernahme wurde das Logo in den frühen 1970er gegen das Schultheiss-Logo getauscht. Mit der Nutzung durch die Stadt Bochum wurde diese dann um 1991 gegen das Bochumer Buch ausgetauscht.
Die Bierproduktion der Schlegel-Scharpenseel-Brauerei AG stieg stetig an:
- 1928: 325.000 hl
- 1956: 429.000 hl
- 1958: 500.000 hl

### Zweiter Weltkrieg und Nachkriegszeit

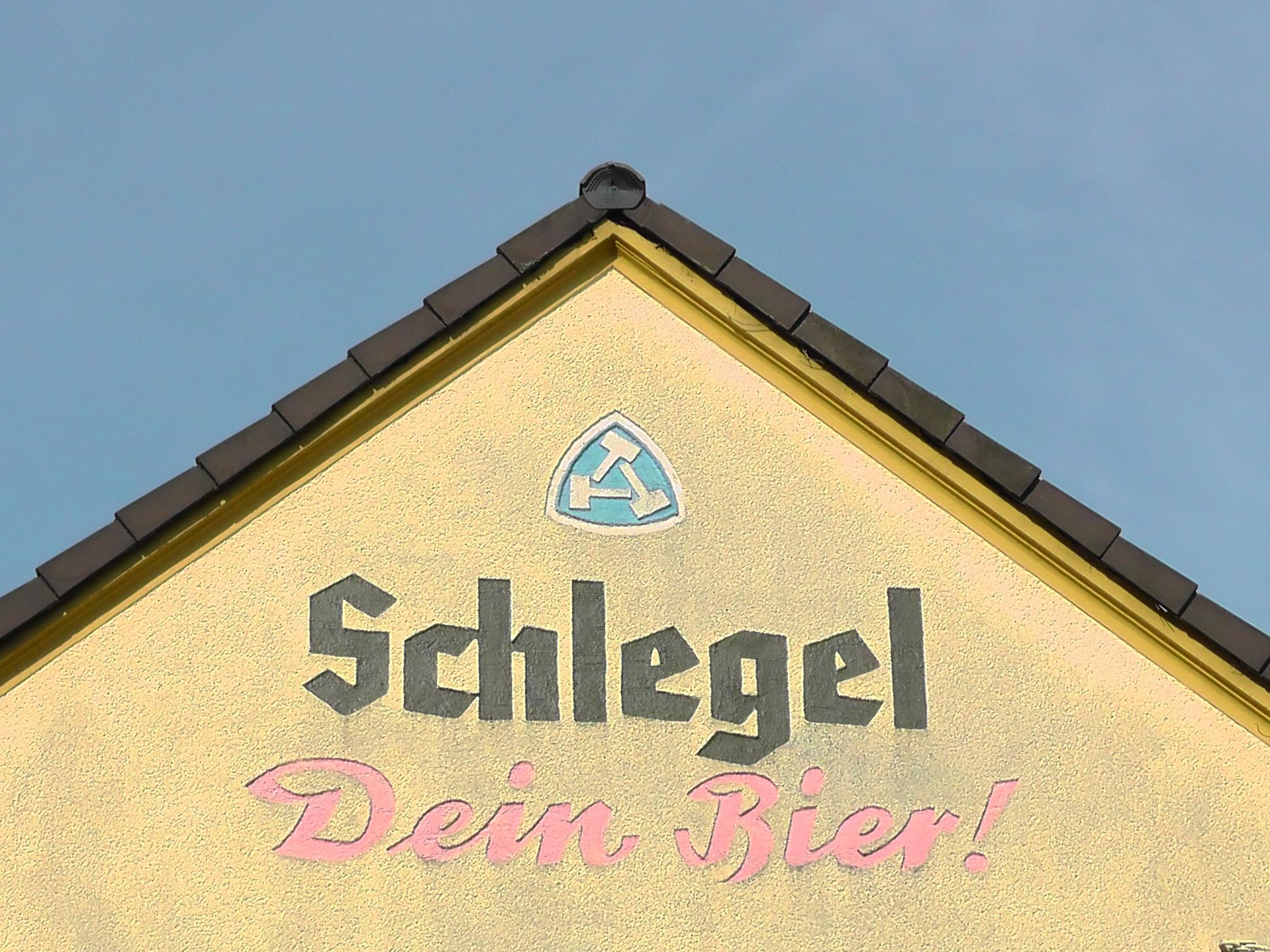
Außenwerbung in Wattenscheid

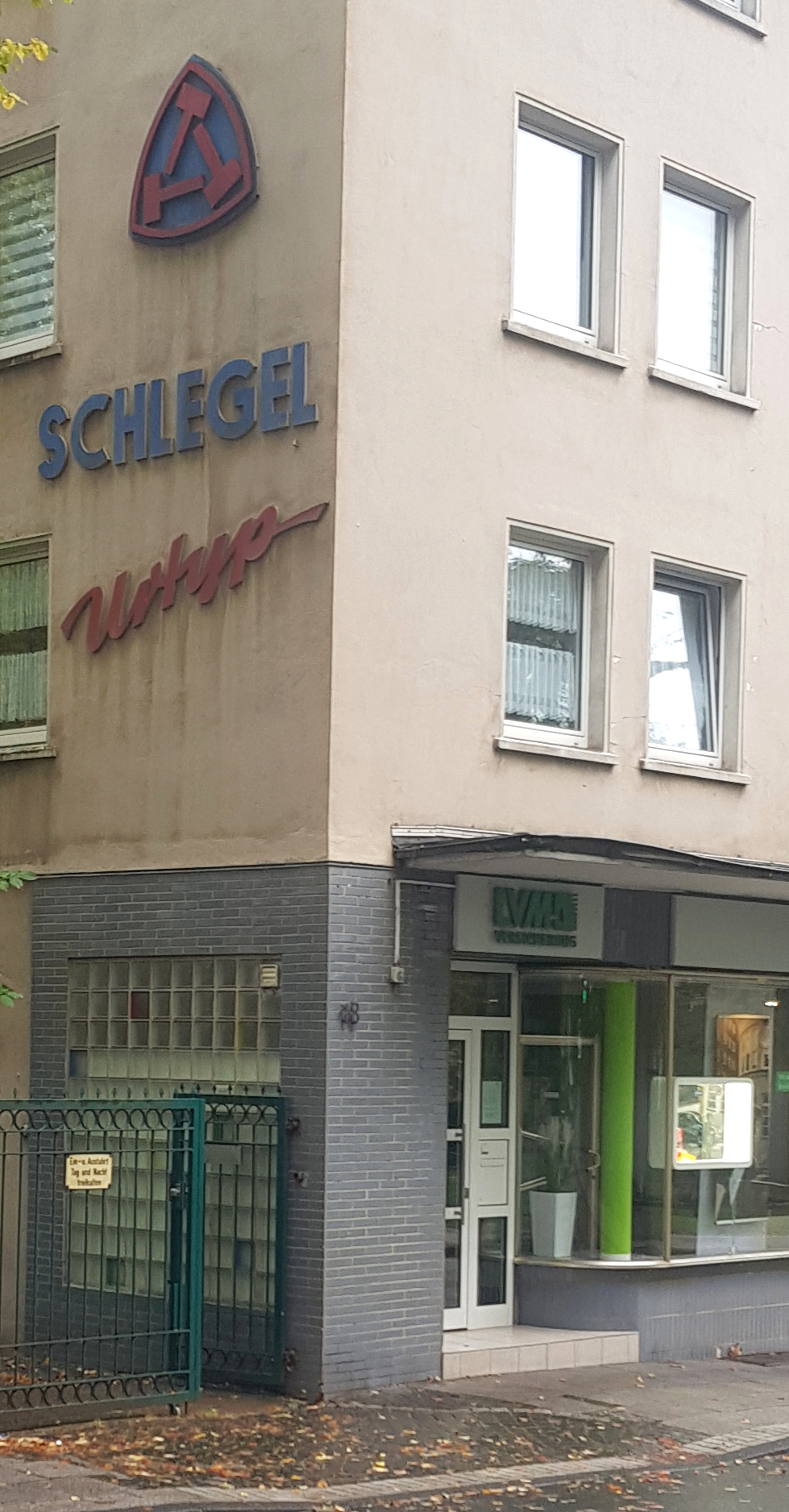
Schlegel-Urtyp Aussenreklame

Der Zweite Weltkrieg führte zu großen Schäden, doch schon 1956 gehörte die Schlegel-Scharpenseel-Brauerei AG mit 429.000 hl Ausstoß unter den zehn größten Brauereien der Bundesrepublik Deutschland, mit internationalen Vertretungen. Im Jahre 1966 hatte die Brauerei über 700 Mitarbeiter. Im gleichen Jahr wurde der Enkel von Moritz Scharpenseel, Adolf Scharpenseel (1910–1968), der bereits seit 1952 dem Vorstand der Brauerei angehörte, zum Vorstandsvorsitzenden berufen. Er leitete die Brauerei bis zu seinem Tod im August 1968. 
Im Zuge der wirtschaftlichen Konzentration des deutschen Brauereigewerbes übernahm im Jahre 1971 die Dortmunder Union-Schultheiss-Brauerei AG den Betrieb. Am 11. Dezember 1979 beschloss der Aufsichtsrat der Dortmunder Union-Schultheiss-Brauerei AG, den Bochumer Betrieb stillzulegen. Die Einstellung der Produktion erfolgte im Juli 1980.
Das Brauereigelände wurde 1983 an die Landesentwicklungsgesellschaft NRW verkauft, die die meisten Gebäude abreißen ließ und das Gelände mit Wohngebäuden bebaute. Aber der „Schlegelturm“, das Sudhaus und das Verwaltungsgebäude mit Gaststätte an der Alleestraße blieben erhalten. Am 15. März 1991 wurde an dem Turm an allen vier Seiten das Bochumer Wappen angebracht. Das Verwaltungsgebäude, ebenfalls vom Architekten Heinrich Schmiedeknecht entworfen, wurde 1998 an die Logos Gruppe verkauft und unter weitgehender Beibehaltung des historischen Erscheinungsbildes saniert. Heute wird es unter dem Namen „Schlegel-Haus“ von Unternehmen der Kreativwirtschaft genutzt. Eine Aufstockung auf die ehemalige Höhe von fünf Geschossen ist geplant.
Zwei Geschäftsleute erwarben im Jahre 2002 die Markenrechte für Schlegel, das seitdem in Bochumer Szenekneipen und im lokalen Getränkehandel verkauft wird. Unter dieser Marke wurde das Bier zunächst von der Brauerei Schwelm hergestellt, bis diese am 30. September 2011 den Braubetrieb eingestellt hat. Nach einigem Suchen wurde dann eine andere Brauerei gefunden, die zunächst vertraglich vereinbart und aus markenpolitischen Gründen nicht genannt wurde. In der Folge gab das Unternehmen bekannt, dass Schlegel Urtyp bei der Privatbrauerei Iserlohn gebraut wurde. Seit der Insolvenz der Privatbrauerei Iserlohn im Jahr 2014 wird Schlegel Bier der Sorte "Urtyp" bei der Privatbrauerei Giessen produziert. Die Prüfung der erneuten Abfüllung in Bügelflaschen wird ebenso weitergeführt wie die der Wiedereinführung der 0,33-l-Flasche.